# Unga & fria
Unga & fria är en låt framförd av epadunkartisten Fröken Snusk som tävlade i den andra deltävlingen av Melodifestivalen 2024. Låten är författad av Fröken Snusk själv samt Sara Ryan. Det var första gången Fröken Snusk deltog i Melodifestivalen.

## Historik

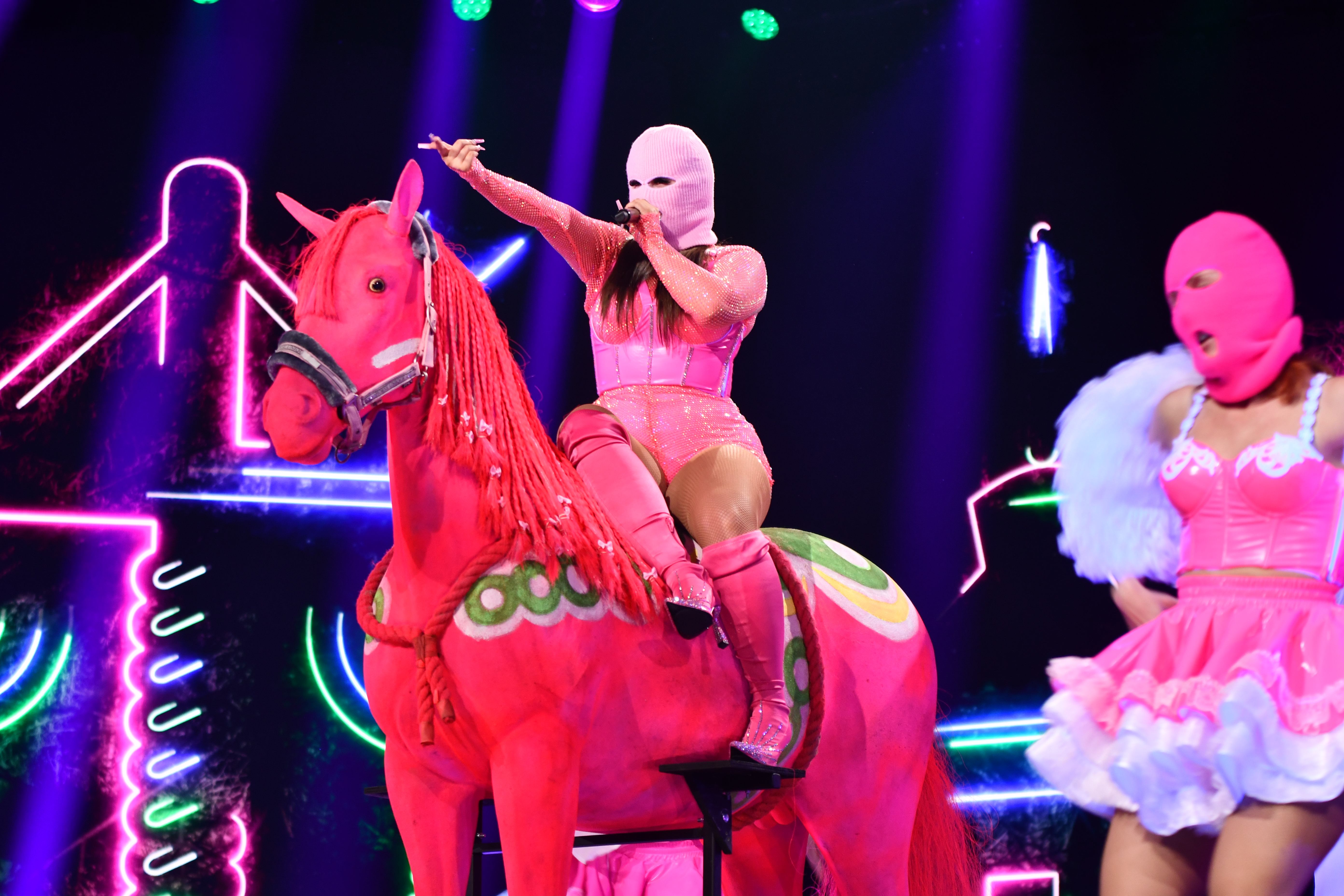
Fröken Snusk inför Melodifestivalen 2024.

Bidraget "Unga och fria" hade ännu inte visats offentligt innan deltävlingen ägde rum, men hade redan fått stor uppmärksamhet på Tiktok. Detta strider mot SVT:s regelverk, då musiken inte ska vara tillgänglig förrän efter den officiella sändningen.
Fröken Snusks medverkan i Melodifestivalen mötte kritik från vissa håll. Kritiker menade att hon inte borde få delta, med hänvisning till misstankar om manipulerade strömningssiffror på tidigare låtar, exempelvis "Rid mig som en dalahäst".
Fröken Snusk kom på fjärde plats och kvalificerade sig till finalkvalet, där ytterligare två bidrag skulle väljas till finalen. Väl där åkte hon ut.
Efter hennes medverkan i Melodifestivalen uppstod förvirring kring vilka som var låtskrivarna till låten. Hos Stim ändrades de från Sara Ryan, André Zuniga-Asplund och Rasmus Gozzi till Sara Ryan och Fröken Snusk.
"Unga & fria" är Fröken Snusks andra singeletta på Sverigetopplistan efter "Rid mig som en dalahäst".

## Röstningsstatistik i Melodifestivalen
I omgång 2 redovisas rösterna genom poäng från tittargrupperna. Fröken Snusk fick en tolva från åldersgruppen 16–29.
| Sång          | Åldersgrupper | Åldersgrupper | Åldersgrupper | Åldersgrupper | Åldersgrupper | Åldersgrupper | Åldersgrupper | Telefon |
| Sång          | 3–9           | 10–15         | 16–29         | 30–44         | 45–59         | 60–74         | 75+           | Telefon |
| ------------- | ------------- | ------------- | ------------- | ------------- | ------------- | ------------- | ------------- | ------- |
| "Unga & fria" | 10            | 10            | 12            | 10            | 5             | 3             | 3             | 5       |

## Listplaceringar
| Lista (2024)      | Högsta position |
| ----------------- | --------------- |
| Sverigetopplistan | 1               |